# رازگشایی‌های یک روان‌پزشک در مورد دنیای انحرافات جنسی
رازگشایی‌های یک روان‌پزشک در مورد دنیای انحرافات جنسی (ایتالیایی: Rivelazioni di uno psichiatra sul mondo perverso del sesso) یک فیلم اروتیک به کارگردانی رناتو پُلسلی است که در سال ۱۹۷۳ منتشر شد و حاوی بیست دقیقه صحنه‌های هاردکور واقعی در سکانس اُرجی است. برخی از این صحنه‌ها توسط بازیگران بدلکار اجرا شده و برخی دیگر، بریده‌هایی از فیلم‌های پورنوی آمریکایی دههٔ ۱۹۷۰ است که در لابلای صحنه‌ها افزوده شده‌است.

## خلاصه داستان
دکتر فرودمن یک روان‌پزشک مشهور در زمینه انحرافات جنسی است و یک دورهٔ آموزشی تخصصی برگزار می‌کند که گروهی از دانشجویان جوان علاقمند در آن حضور دارند. این دوره آموزشی در مورد انواع معمول انحرافات جنسی بحث می‌کند که جامعه مدرن امروزی درگیر آن است و با الهام از حقایق مستند و رویدادهای گزارش شده در اخبار، اَشکال اصلی انحراف جنسی شرح داده شده‌است: حیوان‌خواهی، مرده‌خواهی، فتیشیسم، جرونتوفیلیا و غیره. کم‌کم دانشجویان از لحاظ فکری-عاطفی درگیر توضیحات بسیار روشن و دقیق استاد می‌شوند و شرح مفصلی از تجربیات غیرعادی جنسی خود ارائه می‌دهند. یک دانشجوی جوان در مورد عشق دوران نوجوانی خود به یک مرد میانسال صحبت می‌کند و آن را پیامد خشونت جنسی می‌داند که از یک نوجوان همسن خود دریافت کرده بود. استاد هم ماجرای یکی از خدمتکارانش با اصالت سیسیلی را روایت می‌کند که در سن ۴۴ سالگی هنوز باکره بود و به اشتباه با یک ترنسکشوال ازدواج کرد.